# Basket Rimini 1994-1995
Questa voce raccoglie le informazioni riguardanti il Basket Rimini, sponsorizzato TeamSystem, nelle competizioni ufficiali della stagione 1994-1995.

## Verdetti stagionali
- Campionato di Serie A2:

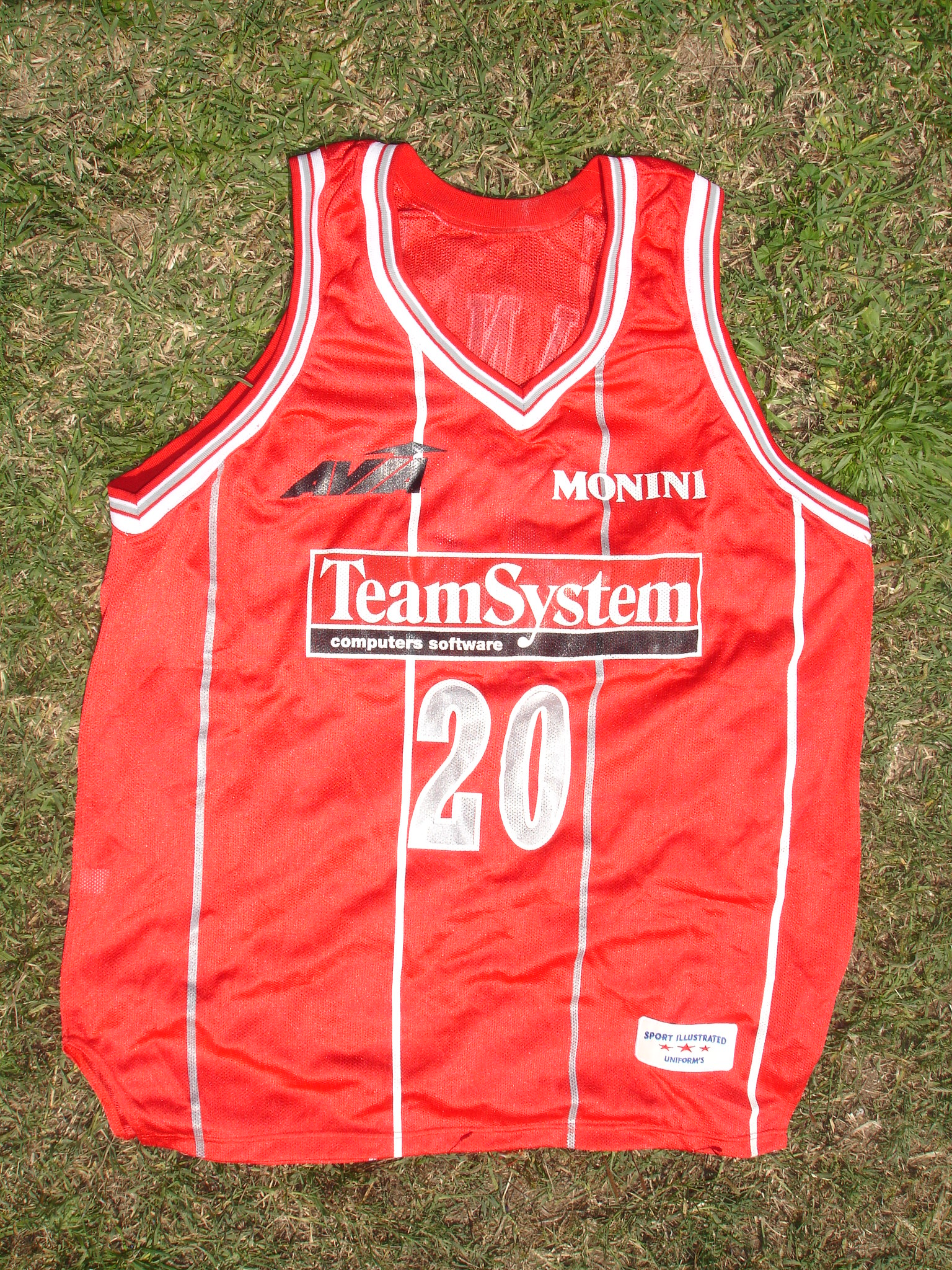
Canotta della TeamSystem 1994-95.

  - stagione regolare: 1º posto su 16 squadre (bilancio di 25 vittorie e 9 sconfitte);
  - play-off: eliminazione in finale dalla Libertas Forlì (0-3).

## Stagione
Torna Carlton Myers dopo i due anni trascorsi alla Scavolini Pesaro, mentre l'unica casella di americano è occupata da Emanual Davis. In panchina siede coach Mauro Di Vincenzo.
La vetta della classifica viene agganciata alla 6ª giornata di andata. Un girone più tardi, alla 6ª di ritorno, Myers stabilisce il nuovo record italiano di punti in una partita realizzandone ben 87 nella vittoria casalinga per 147-99 contro la Amici Pall. Udinese. Il girone di ritorno viene chiuso al 2º posto, due punti sotto all'Aresium Milano. Prima dei play-off viene disputata la fase ad orologio, in cui ogni squadra incontra in casa le due formazioni che la seguono in classifica e fuori casa le due che la precedono: terminata questa fase, Rimini si impone al 1º posto.
Nelle semifinali play-off la TeamSystem liquida il Banco di Sardegna Sassari con un netto 3-0 nella serie. La finale-promozione è con i rivali della Libertas Forlì sponsorizzata Olitalia, derby sentitissimo per ragioni campanilistiche: la prima gara disputata al PalaFlaminio viene vinta 85-89 dopo un supplementare dai forlivesi, che ottengono un successo anche in gara2 vincendo 72-60 al PalaFiera tra le mura amiche. Si torna quindi al Flaminio per gara3: in un finale punto a punto il riminese Davis dalla lunetta porta i suoi sul +2 a 13 secondi dalla fine, ma la tripla di Andrea Niccolai allo scadere chiude i giochi col punteggio di 73-74 promuovendo Forlì in Serie A1.

## Roster
| Giocatori |
| --------- |

|  | Naz.                   | Ruolo | Sportivo             | Anno | Alt. | Peso |  |
|  | ---------------------- | ----- | -------------------- | ---- | ---- | ---- |  |
|  | Italia (bandiera)      | C     | Renzo Semprini       | 1972 | 207  | 104  |  |
|  | Italia (bandiera)      | A     | Massimo Ruggeri      | 1972 | 204  | 95   |  |
|  | Italia (bandiera)      | PG    | Massimiliano Romboli | 1971 | 192  | 84   |  |
|  | Italia (bandiera)      | A     | Alex Righetti        | 1977 | 200  | 98   |  |
|  | Italia (bandiera)      | G     | Carlton Myers        | 1971 | 192  | 89   |  |
|  | Stati Uniti (bandiera) | P     | Emanual Davis        | 1968 | 193  | 88   |  |
|  | Italia (bandiera)      | C     | Damiano Brigo        | 1973 | 209  | 115  |  |
|  | Italia (bandiera)      | C     | Roberto Terenzi      | 1960 | 204  |      |  |

| Staff tecnico                 |
| ----------------------------- |
| Allenatore: Mauro Di Vincenzo |

| Giocatori acquisiti a stagione in corso |
| --------------------------------------- |

|  | Naz.              | Ruolo | Sportivo                      | Anno | Alt. | Peso |  |
|  | ----------------- | ----- | ----------------------------- | ---- | ---- | ---- |  |
|  | Italia (bandiera) | PG    | Matteo Benzi dal 25 settembre | 1975 | 194  | 85   |  |
|  | Italia (bandiera) | A     | Franco Ferroni dal 30 ottobre | 1972 | 203  | 99   |  |

 LegaBasket: Dettaglio statistico (archiviato dall'url originale il 13 gennaio 2012).

## Risultati

### Campionato

#### Play-off girone A
| Rimini 25 aprile 1995 Semifinali Gara 1 | TeamSystem Rimini | 84 – 74 (42-29) referto                 | Banco di Sardegna Sassari | Palasport Flaminio |
| \| \| \| \| \| Myers 23 \| Punti \| 13 Lorenzon, Picozzi \| \| Myers 6 \| Assist \| 1 Mastroianni, Picozzi, Rotondo, Bonino \| \| Ruggeri 8 \| Rimbalzi \| 8 Zarotti, Choice \| |                   |                                         |                           |                    |
| |                   |                                         |                           |                    |
| Myers 23 | Punti             | 13 Lorenzon, Picozzi                    |                           |                    |
| Myers 6 | Assist            | 1 Mastroianni, Picozzi, Rotondo, Bonino |                           |                    |
| Ruggeri 8 | Rimbalzi          | 8 Zarotti, Choice                       |                           |                    |

| Sassari 30 aprile 1995 Semifinali Gara 2                                                                                                 | Banco di Sardegna Sassari | 77 – 89 (28-46) referto | TeamSystem Rimini | Palasport comunale |
| \| \| \| \| \| Bonino, Choice 24 \| Punti \| 34 Myers \| \| Mastroianni 4 \| Assist \| 5 Davis \| \| Choice 19 \| Rimbalzi \| 7 Myers \| |                           |                         |                   |                    |
| |                           |                         |                   |                    |
| Bonino, Choice 24 | Punti                     | 34 Myers                |                   |                    |
| Mastroianni 4 | Assist                    | 5 Davis                 |                   |                    |
| Choice 19 | Rimbalzi                  | 7 Myers                 |                   |                    |

| Rimini 4 maggio 1995 Semifinali Gara 3 | TeamSystem Rimini | 84 – 69 (39-36) referto | Banco di Sardegna Sassari | Palasport Flaminio |
| \| \| \| \| \| Ruggeri 20 \| Punti \| 20 Mastroianni \| \| Davis 4 \| Assist \| 2 Mastroianni \| \| Ruggeri 10 \| Rimbalzi \| 6 Choice \| |                   |                         |                           |                    |
| |                   |                         |                           |                    |
| Ruggeri 20 | Punti             | 20 Mastroianni          |                           |                    |
| Davis 4 | Assist            | 2 Mastroianni           |                           |                    |
| Ruggeri 10 | Rimbalzi          | 6 Choice                |                           |                    |

| Rimini 14 maggio 1995 Finali Gara 1                                                                                                | TeamSystem Rimini | 85 – 89 (d.t.s.) (46-37, -) referto | Olitalia Forlì | Palasport Flaminio |
| \| \| \| \| \| Myers 36 \| Punti \| 30 Williams \| \| Myers 6 \| Assist \| 3 Attruia \| \| Semprini 7 \| Rimbalzi \| 8 Williams \| |                   |                                     |                |                    |
| |                   |                                     |                |                    |
| Myers 36 | Punti             | 30 Williams                         |                |                    |
| Myers 6 | Assist            | 3 Attruia                           |                |                    |
| Semprini 7 | Rimbalzi          | 8 Williams                          |                |                    |

| Forlì 18 maggio 1995 Finali Gara 2 | Olitalia Forlì | 72 – 60 (29-29) referto | TeamSystem Rimini | PalaFiera |
| \| \| \| \| \| Niccolai 18 \| Punti \| 19 Myers, Ruggeri \| \| Niccolai 2 \| Assist \| 1 Myers, Davis \| \| Cavallari 9 \| Rimbalzi \| 8 Ruggeri \| |                |                         |                   |           |
| |                |                         |                   |           |
| Niccolai 18 | Punti          | 19 Myers, Ruggeri       |                   |           |
| Niccolai 2 | Assist         | 1 Myers, Davis          |                   |           |
| Cavallari 9 | Rimbalzi       | 8 Ruggeri               |                   |           |

| Rimini 21 maggio 1995 Finali Gara 3 | TeamSystem Rimini | 73 – 74 (37-35) referto | Olitalia Forlì | Palasport Flaminio |
| \| \| \| \| \| Davis 17 \| Punti \| 19 Williams \| \| Ruggeri 2 \| Assist \| 3 Niccolai \| \| Ruggeri 11 \| Rimbalzi \| 13 Cavallari \| |                   |                         |                |                    |
| |                   |                         |                |                    |
| Davis 17 | Punti             | 19 Williams             |                |                    |
| Ruggeri 2 | Assist            | 3 Niccolai              |                |                    |
| Ruggeri 11 | Rimbalzi          | 13 Cavallari            |                |                    |